# David Ferrer
David Ferrer Ern (Jávea, 2 aprile 1982) è un allenatore di tennis ed ex tennista spagnolo.
Finalista al Roland Garros 2013, la sua miglior posizione nella classifica ATP è il terzo posto, raggiunto dopo aver disputato i quarti di finale al torneo di Wimbledon dello stesso anno. Ha vinto 27 tornei del circuito maggiore ATP in singolare e due in doppio. È considerato uno dei più forti tennisti spagnoli di sempre, nonostante vanti una sola vittoria nei Masters 1000, grazie alla lunga permanenza nella top ten ATP dietro i fuoriclasse del XXI secolo, nonché uno dei migliori giocatori sulla terra rossa insieme al connazionale Rafael Nadal.

## Caratteristiche tecniche
Specialista della terra battuta, nel corso degli anni ha saputo evolvere il suo gioco diventando competitivo anche sulle superfici veloci, come testimoniano le semifinali raggiunte all'US Open, la finale alla Masters Cup nel 2007 e la semifinale dell'Australian Open 2011 battendo il connazionale Rafael Nadal in tutte e tre le circostanze. In carriera ha vinto sei dei suoi titoli su superfici rapide (quattro sul cemento, due sull'erba).
Non dotato di particolare talento tecnico, grazie a una grande etica lavorativa, alla rapidità nei movimenti, alla grinta, alla determinazione e all'intelligenza tennistica ha ottenuto risultati che a inizio carriera gli sembravano preclusi. La sua grande preparazione atletica e la sua volontà di non mollare mai hanno spesso costretto gli avversari a sudare più del dovuto per aggiudicarsi ogni singolo punto. Il suo colpo migliore era il diritto anomalo, che praticava con particolare successo soprattutto sui campi lenti. Giocava il rovescio a due mani.

## Vita privata
Nasce a Jávea, cittadina nei pressi di Valencia, dal padre Jaime, contabile, e dalla madre Pilar, insegnante delle elementari. A otto anni inizia a giocare a tennis e a tredici si sposta nella vicina Gandia. Due anni dopo si trasferisce a Barcellona, dove frequenta i corsi della Federazione catalana di tennis. Nel 1999 passa dieci mesi all'Accademia del tennis di Juan Carlos Ferrero a Villena, per poi rientrare a Javea. Il 28 novembre 2015 sposa Marta Tornel e il 4 maggio 2018 nasce Leo, il primo figlio della coppia. I suoi sport preferiti sono il calcio e il basket ed è tifoso del Valencia. Inoltre ama leggere.

## Carriera da giocatore

### 1999-2002: primo trofeo Challenger
Ferrer debutta nel circuito professionistico ITF nel 1999, con una sconfitta al primo turno del Futures Spain F7. Nel 2000 vince il suo primo titolo al Futures Poland F1 in Polonia, a cui fanno seguito una finale allo Spain F1 e il suo secondo titolo all'F3 Spain, finendo la stagione al 406º posto della classifica mondiale. Nel maggio del 2001, al suo esordio nel circuito Challenger, viene eliminato al primo turno del torneo di Praga dal nº 103 ATP Sláva Doseděl. In agosto vince il suo primo titolo Challenger al torneo di Sopot battendo in finale Łukasz Kubot. Altri risultati di rilievo durante l'annata sono la semifinale a Manerbio e i quarti raggiunti a Barcellona. I risultati conseguiti gli permettono di raggiungere a fine stagione il 208º posto della classifica mondiale.

### 2002: primo titolo ATP e top 60 del ranking
Gioca per la prima volta nel circuito maggiore ATP nel 2002 e all'esordio perde al primo turno dell'Estoril costringendo al terzo set il nº 7 del mondo Marat Safin. Vince quindi i Challenger di Napoli e di Valencia; in quest'ultimo sconfigge per la prima volta un top 100 della classifica mondiale, il nº 97 Julian Knowle. Dopo il titolo conquistato al Challenger di Sassuolo prende parte al suo secondo torneo ATP a Umago e perde per 2-6, 3-6 in finale contro Carlos Moyá, dopo avere superato al primo turno il nº 14 del mondo David Nalbandian. Entra così per la prima volta tra i top 100, arrivando all'84º posto. In settembre vince il Challenger di Manerbio e si aggiudica il primo titolo ATP il 15 settembre 2002 al BCR Open Romania, sconfiggendo in finale José Acasuso per 6-3, 6-2. Chiude l'annata al 59º posto del ranking mondiale.

### 2003, vittoria sul nº 1 ATP Agassi, prima finale ATP in doppio
Nel 2003 si concentra quasi esclusivamente sui tornei ATP. Nella prima parte della stagione non riesce mai a superare il secondo turno a eccezione del torneo di Auckland a gennaio, dove perde nei quarti contro Dominik Hrbatý. Perde al primo turno nel suo esordio in un torneo del Grande Slam, l'Australian Open di gennaio, e nei primi Masters 1000 disputati in carriera, a Indian Wells, Miami e Monte-Carlo. Il suo risultato più importante del 2003 è l'eliminazione del nº 1 al mondo Andre Agassi al primo turno degli Internazionali d'Italia, dove esce all'incontro successivo. Perde al secondo turno al suo debutto nel tabellone principale degli Slam del Roland Garros e di Wimbledon, rispettivamente contro il nº 24 ATP Wayne Ferreira e il nº 10 Jiri Novak.
Alla fine di luglio raggiunge i quarti a Umago, dove viene battuto da Moyá, e subito dopo viene sconfitto in finale a Sopot per 5-7, 1-6 dal nº 7 ATP Guillermo Coria. Ai suoi primi US Open perde al primo turno contro Robby Ginepri. Anche nei tornei di fine stagione supera il secondo turno solo una volta, a Metz, eliminato nei quarti da Fernando González. In doppio arriva alla sua prima finale ATP in marzo ad Acapulco in coppia con Fernando Vicente, perdendo in due set contro Mark Knowles e Daniel Nestor. A fine anno è 71º in singolare e 144º in doppio.

### 2004, tre semifinali ATP
Nella prima parte del 2004 raggiunge i quarti a Buenos Aires, a Valencia e all'Hamburg Masters. Perde la semifinale allo Stuttgart Open di Stoccarda contro il nº 11 ATP Gastón Gaudio per 3-6, 7-5, 4-6. Verso fine anno arriva ai quarti a Bucarest e in semifinale sia a Palermo, dove perde contro Tomáš Berdych, che a Lione, dove viene sconfitto da Xavier Malisse dopo avere battuto il nº 13 ATP Juan Carlos Ferrero. Negli Slam arriva al secondo turno in Australia, al Roland Garros e a Wimbledon, mentre esce al primo agli US Open. L'unico risultato di rilievo in doppio è la semifinale raggiunta in luglio a Nottingham. Quello stesso mese diventa il 40º della classifica in singolare e chiude l'annata in 49ª posizione.

### 2005, top 20 in singolare e due titoli ATP in doppio
Nel 2005 arriva in semifinale del prestigioso Masters di Miami sconfiggendo David Nalbandian, Ferrero e Dominik Hrbatý prima di arrendersi a Rafael Nadal in due set. Stessa sorte agli Internazionali d'Italia, dove cede di nuovo a Nadal in semifinale per 6-4, 4-6, 5-7. Perde ai quarti al Roland Garros ancora contro Nadal. Ai nove tornei delle Masters Series a cui partecipa esce al primo turno una sola volta. Altri risultati di rilievo sono la finale a Valencia, dove perde contro Igor' Andreev 3-6, 7-5, 3-6, i quarti a Monte Carlo, dove è sconfitto da Guillermo Coria per 6-3, 4-6, 3-6, il terzo turno agli US Open e i quarti ai Masters di Madrid, sconfitto da Robby Ginepri, e di Parigi-Bercy, dove costringe a una lunga battaglia il nº 3 ATP Andy Roddick prima di cedere 6-2, 3-6, 6(8)–7. Quell'anno vince i suoi unici tornei ATP di doppio in carriera a Viña del Mar e Acapulco. Sempre in doppio i quarti di finale di Cincinnati e Madrid gli valgono la 42ª posizione in classifica mondiale, che rimarrà il suo miglior ranking di sempre. A settembre raggiunge il suo nuovo miglior ranking in singolare al 13º posto e chiude l'anno al 14º.

### 2006: top 10 e secondo titolo ATP
Comincia la stagione perdendo ai quarti di Auckland contro Olivier Rochus. Diventa il nº10 del mondo arrivando al quarto turno degli Australian Open, dove batte Mario Ančić prima di cedere a Fabrice Santoro. A febbraio fa il suo esordio in Coppa Davis nella sfida persa 1-4 contro la Bielorussia, valida per il primo turno del World Group. Perde in tre set il primo singolare contro Vladimir Voltchkov e vince il secondo quando i bielorussi sono già qualificati. In marzo arriva per il secondo anno consecutivo alle semifinali a Miami dopo avere battuto il nº4 Andy Roddick, perdendo poi contro il nº1 Roger Federer che lo supera ai quarti anche a Monte Carlo. Perde ai quarti ad Amburgo contro il nº12 ATP Tommy Robredo, che si aggiudicherà il torneo. Alla World Team Cup di Düsseldorf sconfigge il nº4 del mondo Ivan Ljubičić.
Dopo essere uscito al terzo turno al Roland Garros ottiene il suo miglior risultato a Wimbledon raggiungendo il quarto turno, dove perde in quattro set contro il nº9 ATP Lleyton Hewitt. Vince a Stoccarda il suo secondo titolo ATP International Series battendo Acasuso in cinque set, dopo essere stato in svantaggio di due set a uno e 1-5 nel quarto. Ad agosto perde ai quarti al Cincinnati Masters contro Fernando González, dopo avere battuto il nº10 Marcos Baghdatis. Agli US Open perde al terzo turno da Michail Južnyj e arriva ai quarti a Basilea, perdendo ancora contro Federer. A fine anno ha un bilancio di tre vittorie e cinque sconfitte contro i top 10 e chiude alla 14ª posizione del ranking.

### 2007: semifinale agli US Open, finale nella Masters Cup e nº5 del ranking

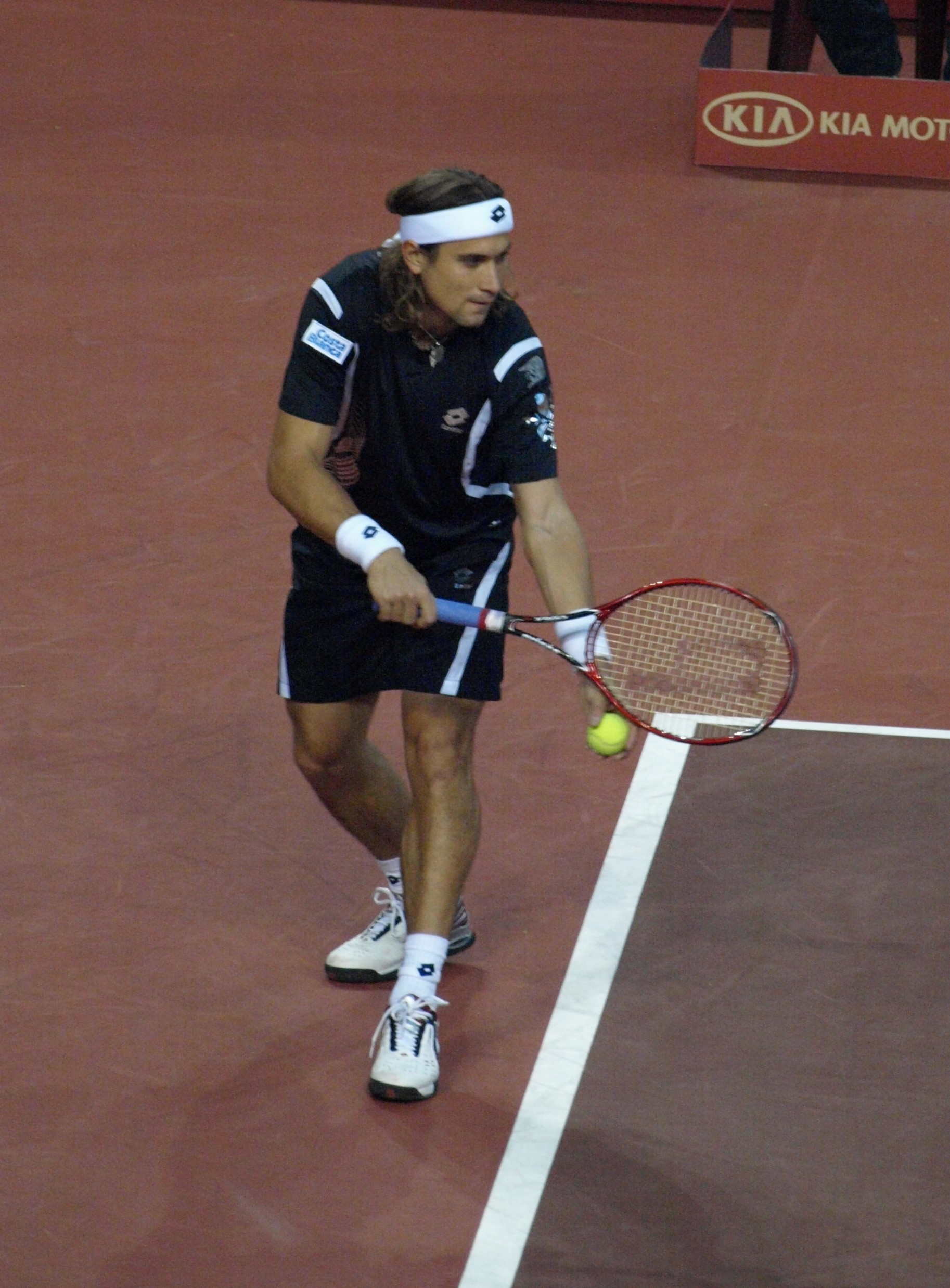
David Ferrer nel 2007 a Basilea

Comincia la stagione vincendo il torneo di Auckland battendo in finale Robredo. Conferma il risultato dell'anno prima agli Australian Open, perdendo al quarto turno contro Mardy Fish in cinque set. Esce ai quarti a Rotterdam, Indian Wells e Monte Carlo, al quarto turno a Miami, in semifinale a Barcellona e di nuovo ai quarti ad Amburgo. Al Roland Garros non va oltre il terzo turno, fermato dal connazionale Fernando Verdasco, mentre a Wimbledon viene eliminato al secondo da Paul-Henri Mathieu.
A luglio vince il suo quarto titolo ATP battendo in finale Nicolás Almagro agli Swedish Open di Båstad. Viene eliminato poi da Nikolaj Davydenko nei quarti a Cincinnati, dopo avere battuto Andy Roddick al terzo turno. Agli US Open, dove è testa di serie nº15, arriva per la prima volta nella semifinale di uno Slam battendo David Nalbandian al terzo turno, il nº2 Rafael Nadal al quarto e Juan Ignacio Chela nei quarti, per poi arrendersi al nº3 Novak Đoković. Questi risultati gli garantiscono il nuovo best ranking mondiale con l'8ª posizione. Vince quindi il terzo titolo stagionale a Tokyo battendo in finale Richard Gasquet. Al Paris Masters perde ai quarti contro Nalbandian.
Si presenta come sesta testa di serie alle finali di Shanghai della Masters Cup e vince il round robin battendo nell'ordine il nº3 Djokovic, il nº2 Nadal e il nº8 Gasquet. Si conferma in semifinale sconfiggendo il nº5 Roddick prima di perdere contro la sua bestia nera, Federer. Chiude la stagione con il suo miglior ranking al 5º posto, dietro a Federer, Nadal, Djokovic e Davydenko.

### 2008: prima Coppa Davis
Apre la stagione perdendo a sorpresa contro Julien Benneteau nei quarti a Auckland, dove si era presentato con la testa di serie nº1. Raggiunge quindi i quarti agli Australian Open superando Ferrero, per poi essere battuto da Djokovic che vincerà il titolo. Il 25 febbraio diventa il nº4 del mondo malgrado la sconfitta al secondo turno a Rotterdam. Ad aprile contribuisce alla vittoria della Spagna sulla Germania nei quarti di Coppa Davis battendo Philipp Kohlschreiber nell'unico incontro disputato. Subito dopo vince il sesto titolo ATP battendo Almagro in finale al Valencia Open, dopo essere stato sotto 5-2 al terzo set e avere salvato tre match point contro Verdasco nei quarti. Al Monte Carlo Masters perde ai quarti contro Nadal, che la settimana dopo lo batte di nuovo in finale a Barcellona, dopo che Ferrer aveva superato Nicolás Lapentti, Robredo e Stan Wawrinka. A distanza di tre anni torna a giocare i quarti al Roland Garros battendo al terzo turno Lleyton Hewitt e al quarto Radek Štěpánek, prima di essere battuto dall'idolo di casa Gaël Monfils in quattro set.
Vince il suo primo titolo ATP sull'erba a 's-Hertogenbosch sconfiggendo nei quarti Mario Ančić, in semifinale Juan Martín del Potro e in finale Marc Gicquel. Ha quindi inizio una serie di risultati negativi; a Wimbledon è la quinta testa di serie e viene battuto in quattro set da Ančić al terzo turno. Alle Olimpiadi di Pechino viene eliminato a sorpresa da Janko Tipsarević al primo turno. Ai successivi US Open viene battuto al terzo set dal nº126 del ranking, il diciottenne giapponese Kei Nishikori, causando una delle maggiori sorprese del torneo. Interrompe la serie negativa battendo in cinque set il nº8 del mondo Andy Roddick nella semifinale contro gli USA di Coppa Davis, che garantisce alla Spagna l'accesso in finale. Viene quindi battuto al secondo turno a Pechino da Dudi Sela, al Masters di Madrid da Feliciano López e al Masters di Parigi da Kohlschreiber. L'annata si chiude con un'altra sconfitta in singolare nella finale di Coppa Davis con l'Argentina, ma riesce ad aggiudicarsi il trofeo grazie alle vittorie dei compagni di squadra. Dopo quattordici mesi esce dai top 10 e finisce l'anno al 12º posto.

### 2009: seconda Coppa Davis
Comincia la stagione perdendo in semifinale dell'Heineken Open contro Sam Querrey e al terzo turno degli Australian Open da Marin Čilić. Dopo avere perso in semifinale all'SA Tennis Open da Jérémy Chardy raggiunge la prima finale stagionale ai Dubai Tennis Championships, dove viene battuto da Novak Đoković. Si prende la rivincita sconfiggendolo subito dopo negli ottavi di Coppa Davis, contribuendo a eliminare la Serbia per 4-1 anche con la vittoria su Troicky. In entrambi i Masters 1000 statunitensi sul cemento di Indian Wells e Miami viene battuto al quarto turno, rispettivamente da Roddick e del Potro.

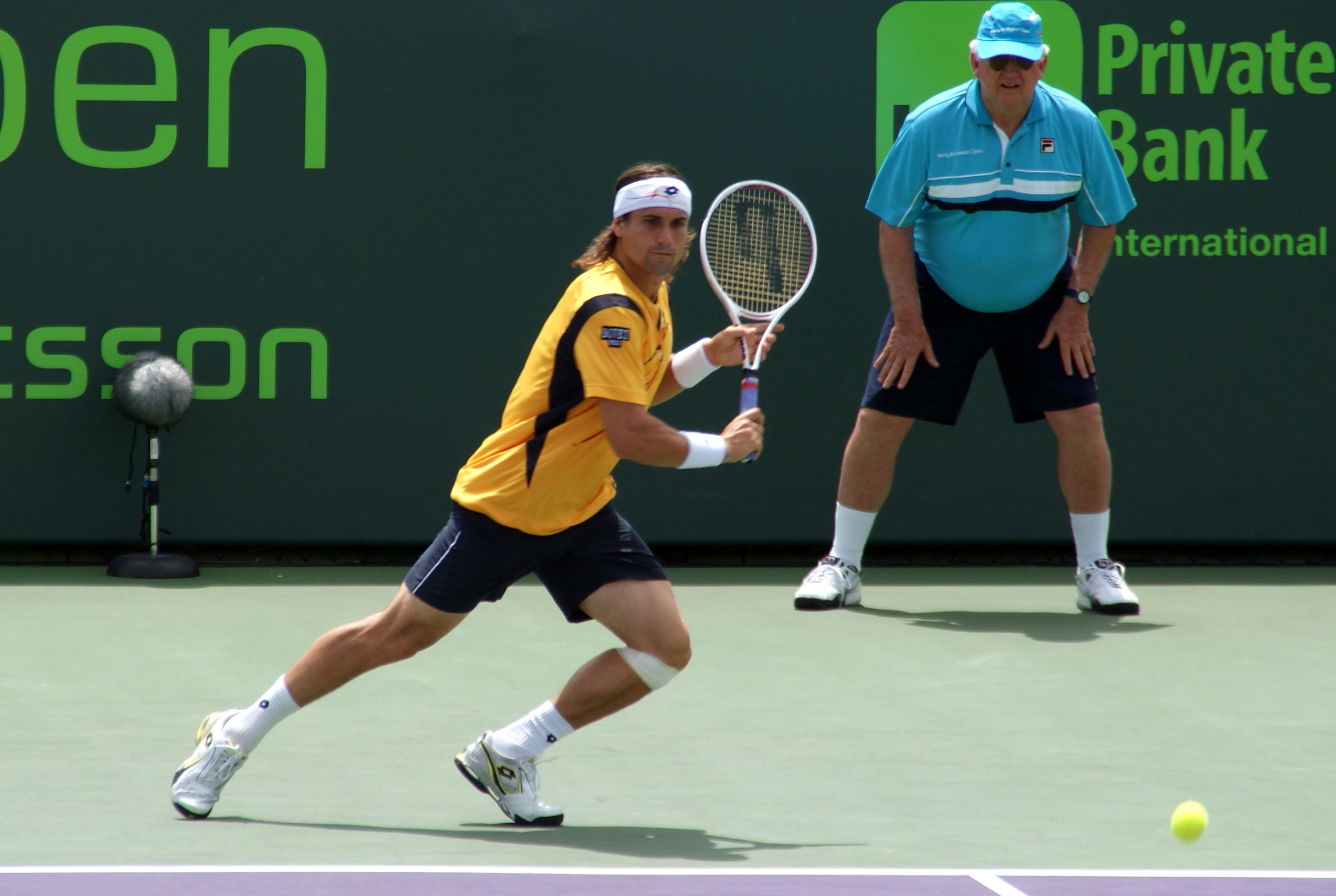
Ferrer a Miami nel 2009

Apre la stagione della terra battuta in Europa con una sconfitta al terzo turno del torneo di Monte Carlo contro Verdasco. Perde quindi la finale a Barcellona contro Rafael Nadal. Dopo le sconfitte nelle prime fasi agli Internazionali d'Italia, all'Estoril e all'Open di Madrid esce al terzo turno del Roland Garros contro Robin Söderling, che a sorpresa raggiungerà la finale. Perde quindi nei quarti sull'erba dell'Ordina Open contro Iván Navarro, mentre a Wimbledon esce al terzo turno per mano di Radek Štěpánek in cinque set.
Torna in una semifinale all'International German Open, perdendo contro il russo Nikolaj Davydenko. Sul cemento americano soffre una serie di sconfitte nelle fasi iniziali del Masters di Cincinnati, della Rogers Cup di Toronto e degli US Open. Dopo le due vittorie nella semifinale di Davis vinta 4-1 contro Israele perde al primo turno del Malaysian Open e del China Open, rispettivamente con Michail Južnyj e Fernando González, e al secondo turno con Feliciano López allo Shanghai Masters. Non riesce a difendere il titolo al Valencia Open, ritirandosi durante il match del secondo turno contro Albert Montañés per infortunio. Torna in campo il mese dopo per la vittoriosa finale di Davis contro la Repubblica Ceca vincendo entrambi i singolari, in particolare quello contro Radek Štěpánek, piegato dopo cinque set.

### 2010: prima finale di un Masters 1000
Inizia la stagione con la 17ª posizione del ranking e con la sconfitta al primo turno nel torneo di Auckland. Esce al secondo turno degli Australian Open facendosi rimontare due set di vantaggio da Marcos Baghdatis. Al successivo Open del Sudafrica arriva in semifinale, che perde contro il francese Stéphane Robert. Due settimane dopo centra la finale dell'Argentina Open, dove viene battuto in tre set dal nº22 ATP Juan Carlos Ferrero. Si prende la rivincita con Ferrero nella finale dell'Abierto Mexicano, aggiudicandosi l'ottavo titolo ATP. Negli ottavi di Coppa Davis vince entrambi gli incontri con Marco Chiudinelli e Stan Wawrinka, permettendo alla Spagna di battere 4-1 la Svizzera. A Indian Wells, dopo il bye al primo turno, perde al secondo contro James Blake, mentre a Miami esce al quarto turno per mano di Nadal.
Fa il debutto stagionale sulla terra rossa europea a Monte-Carlo, dove in semifinale perde di nuovo contro Nadal. Perde la semifinale anche al successivo torneo di Barcellona, questa volta in tre set con Verdasco, sprecando il vantaggio di 7–6, 4–2. Arriva per la prima volta in finale di un Masters 1000 agli Internazionali d'Italia, dopo avere superato il nº5 ATP Andy Murray al terzo turno, il nº10 Jo-Wilfried Tsonga ai quarti e il nº9 Verdasco in semifinale. Il successo gli viene negato da Nadal, al suo quinto trionfo a Roma. Dimostra il grande stato di forma anche al successivo Open di Madrid, dove batte tra gli altri Čilić e Murray prima di arrendersi in semifinale in tre set al nº1 Roger Federer. Al Roland Garros perde al terzo turno contro Jürgen Melzer.
Eguaglia il suo miglior risultato a Wimbledon, dove sfiora il successo al quarto turno con Robin Söderling dopo essere arrivato a due punti dalla vittoria in due occasioni. Perde quindi in cinque set contro Gaël Monfils nei quarti di Coppa Davis; la Spagna viene sconfitta 5-0 ed esce dopo essersi aggiudicata il trofeo nelle ultime due edizioni. Al successivo Swedish Open arriva in semifinale, dove perde nuovamente con Söderling.

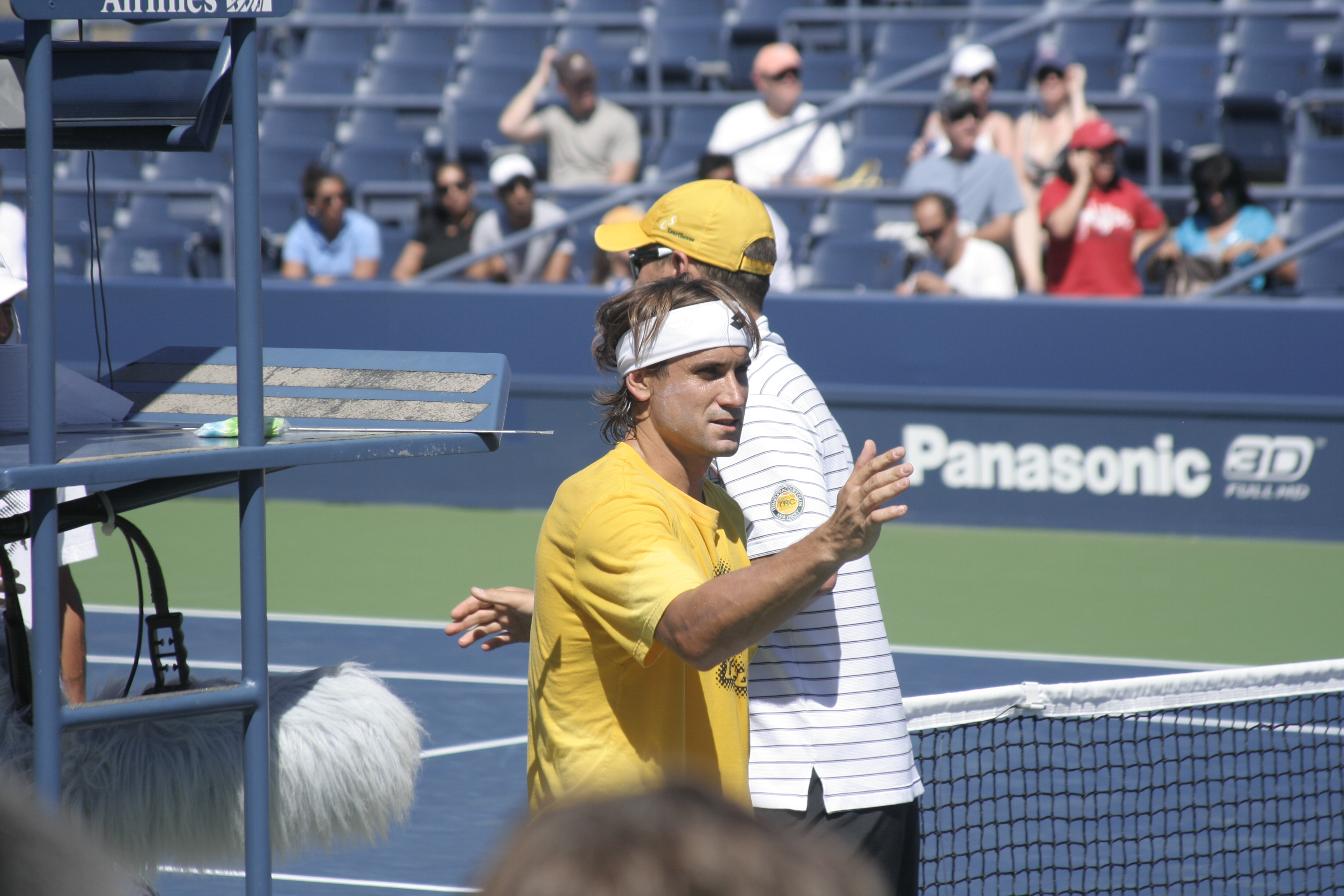
US Open 2010

Inizia la trasferta americana uscendo al primo turno della Rogers Cup contro David Nalbandian. Al successivo Masters 1000 di Cincinnati perde al terzo turno contro Nikolaj Davydenko, dopo essere stato in vantaggio di un break nel set decisivo. Agli US Open viene battuto in un incontro equilibrato al quarto turno da Fernando Verdasco dopo essere stato in vantaggio 4–1 nel tiebreak del quinto set. L'11 ottobre raggiunge la decima posizione del ranking, tornando tra i top 10 dopo quasi due anni. Al Malaysian Open batte nei quarti il nº7 ATP Tomáš Berdych prima di arrendersi in semifinale a Andrej Golubev. Al China Open prevale finalmente su Söderling nei quarti, batte poi Ivan Ljubičić e perde la finale contro Djokovic. Söderling si prende la rivincita sconfiggendolo al terzo turno dello Shanghai Masters.
Al ritorno in Europa supera Söderling in semifinale al Valencia Open e vincendo la finale con Marcel Granollers si guadagna il nono titolo ATP e la settima posizione del ranking. Esce quindi in novembre al terzo turno del Masters 1000 di Parigi-Bercy per mano di Jürgen Melzer. Resta comunque qualificato per le ATP World Tour Finals di Londra, nelle quali perde in due set tutti e tre gli incontri di round robin con Federer, Söderling e l'idolo di casa Andy Murray. L'ottima annata si conclude con un attivo di 60 vittorie e 24 sconfitte e con la conferma al 7º posto nel ranking.

### 2011: terza Coppa Davis

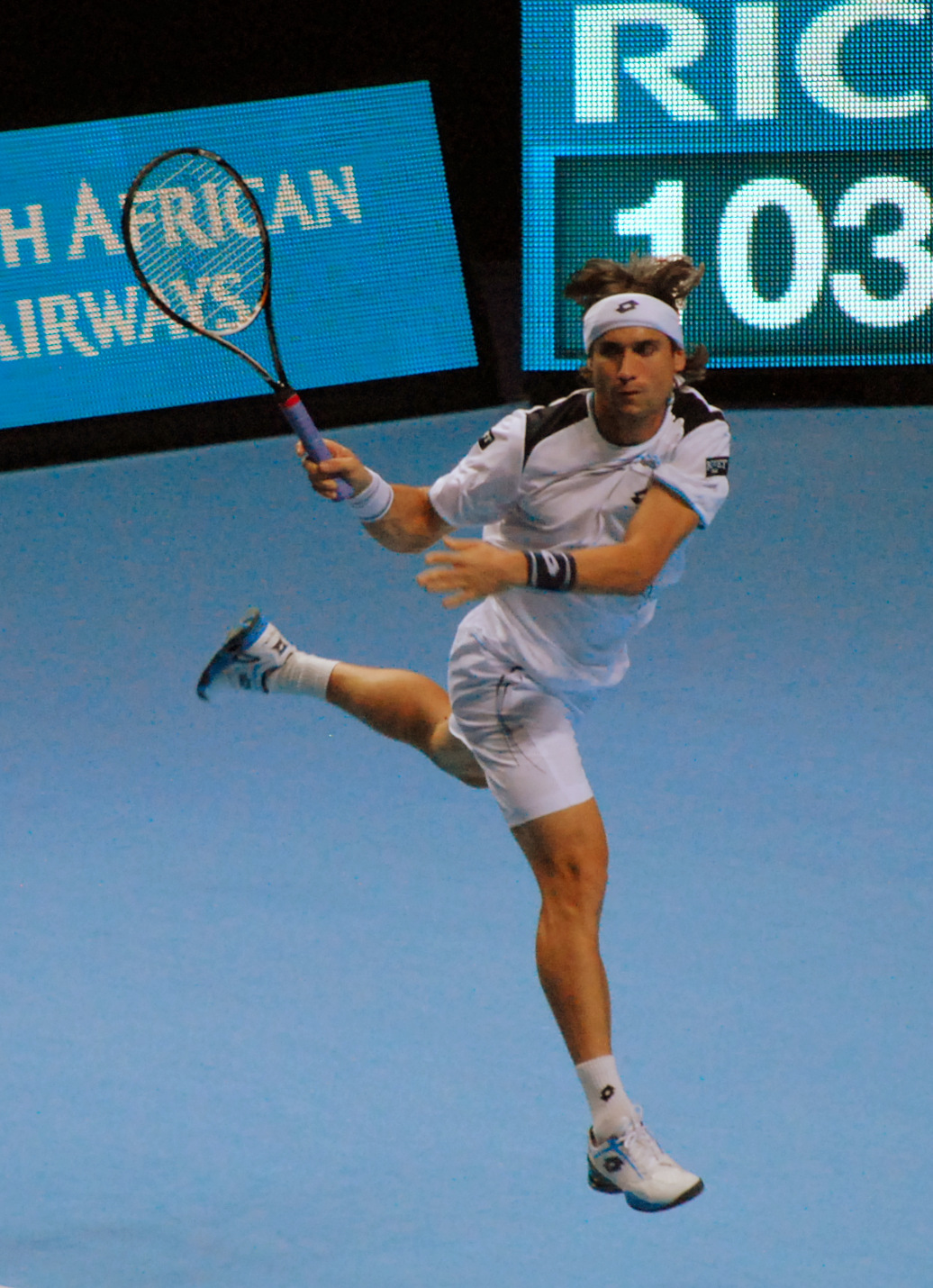
Round-robin delle ATP World Tour Finals 2011

L'esordio stagionale avviene all'Open di Auckland come prima testa di serie. Dopo il bye al primo turno batte nell'ordine Tobias Kamke, Philipp Kohlschreiber, Santiago Giraldo e si assicura il decimo titolo ATP superando in finale David Nalbandian. Agli Australian Open arriva per la prima volta in semifinale battendo Jarkko Nieminen, Michael Russell, Ričardas Berankis, Milos Raonic e il nº1 Rafael Nadal nei quarti, approfittando delle non perfette condizioni fisiche del maiorchino e negandogli la possibilità di vincere quattro Slam di fila. Cede in semifinale al nº5 Andy Murray, ma si assicura la sesta posizione del ranking mondiale.
Disputa quindi il torneo di Rotterdam, dove perde al primo turno contro Nieminen. Al successivo Abierto Mexicano di Acapulco si conferma campione e vince il secondo trofeo dell'anno superando Adrian Ungur, Santiago González, Juan Mónaco, Aleksandr Dolhopolov e in finale Nicolás Almagro. Al primo incontro dell'Open di Indian Wells si arrende alla potenza dei servizi di Ivo Karlović. All'Open di Miami batte il qualificato Igor' Kunicyn, Somdev Devvarman e Marcel Granollers prima di cedere nei quarti a Mardy Fish, giocando malgrado avesse avuto un'indigestione.
Apre la stagione sulla terra battuta al torneo di Monte Carlo sconfiggendo Feliciano López, Milos Raonic, Viktor Troicki e Jürgen Melzer. Raggiunge così la seconda finale in carriera in un Masters 1000, ma perde ancora contro Nadal. Subisce la stessa sorte al successivo Open di Barcellona, dove viene battuto nuovamente in finale da Nadal dopo avere superato nell'ordine Carlos Berlocq, Victor Hănescu, Melzer e Almagro. Al Masters 1000 del Madrid Open vince con Adrian Mannarino e Serhij Stachovs'kyj, ma si ferma nei quarti contro Djokovic, che per la prima volta lo batte sulla terra battuta dopo tre sconfitte nei precedenti incontri. Ferrer deve poi saltare gli Internazionali d'Italia per infortunio.

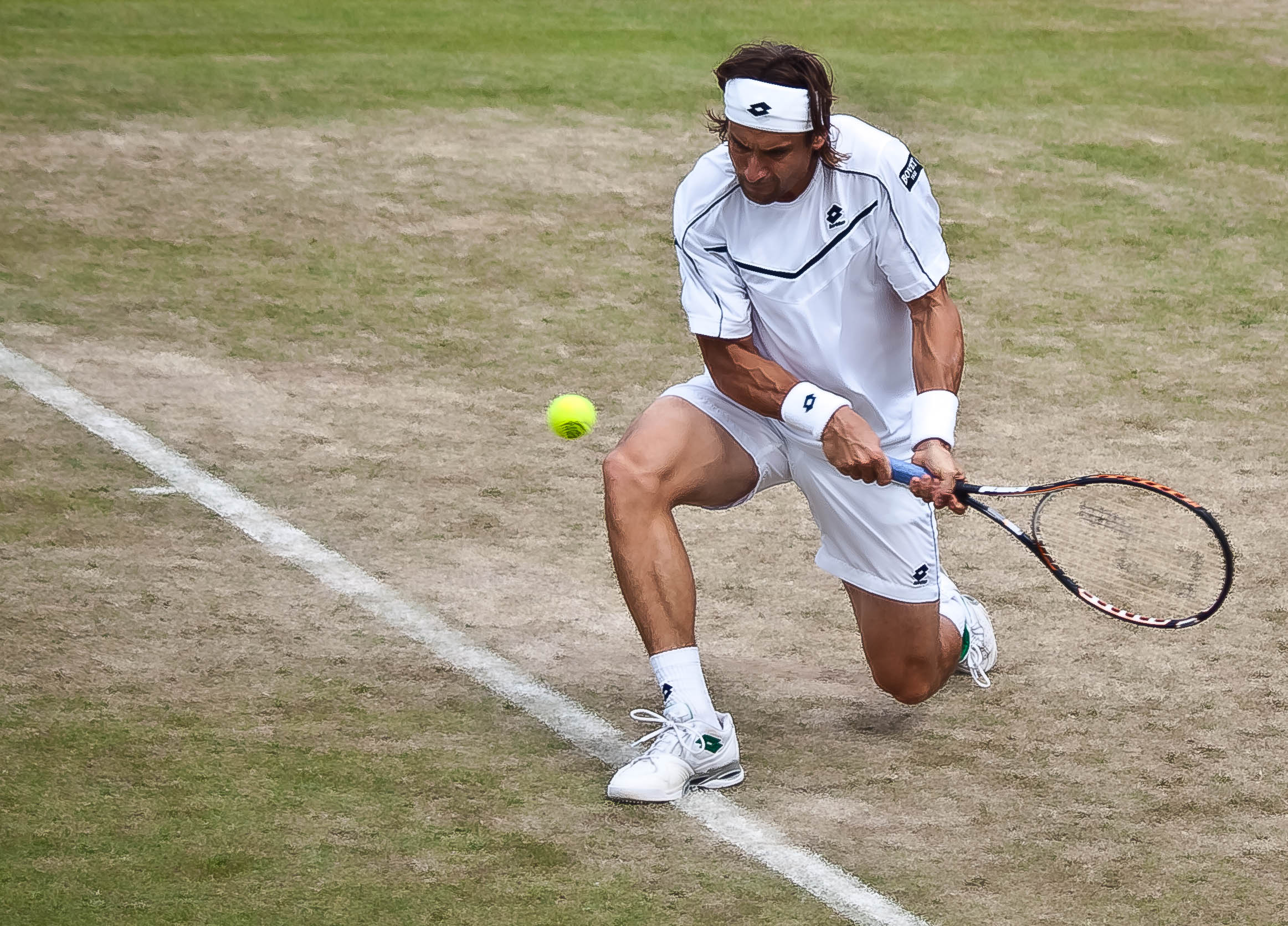
Wimbledon 2011

Si ripresenta al Roland Garros come settima testa di serie e supera nei primi turni Nieminen, Julien Benneteau e Serhij Stachovs'kyj, ma perde in cinque set contro Gaël Monfils. Osserva un nuovo periodo di pausa e ritorna a Wimbledon battendo Benoît Paire, Ryan Harrison (in cinque set) e Karol Beck. La sua corsa viene fermata agli ottavi da Jo Wilfried Tsonga. Partecipa quindi in Texas alla sfida di Davis contro gli Stati Uniti; le sue due vittorie contro Fish e Roddick sigillano il 3-1 che proietta la Spagna in semifinale. Perde la finale al successivo Swedish Open contro il padrone di casa Söderling. Salta per infortunio il Masters 1000 di Toronto e inizia la trasferta americana a Cincinnati, dove perde al terzo turno contro Gilles Simon. La striscia di risultati dell'ultimo anno gli consentono di issarsi al quinto posto del ranking.
Agli US Open non va oltre il quarto turno, battuto al quarto set da Andy Roddick. Subito dopo viene la vittoriosa semifinale di Coppa Davis contro la Francia, dove vince 6-1, 6-4, 6-1 contro il nº11 del mondo Gilles Simon. Perde quindi in semifinale al Masters 500 di Tokyo contro Andy Murray, che lo supera anche nella finale del successivo Shanghai Masters, dopo che Ferrer aveva sconfitto Milos Raonic, Juan Carlos Ferrero, Andy Roddick e Feliciano López. Al torneo di Valencia supera Verdasco e Davydenko e viene eliminato in semifinale da Juan Mónaco in tre set. Si prende la rivincita con Murray nel primo incontro del round robin delle ATP World Tour Finals 2011, batte quindi il nº1 del mondo Novak Đoković e malgrado la sconfitta con Tomáš Berdych si qualifica per la semifinale, nella quale viene eliminato da Roger Federer. Chiude la stagione trionfando per la terza volta con la Spagna in Coppa Davis; contribuisce all'impresa battendo in cinque set l'argentino Juan Martín del Potro.

### 2012: primo ATP 1000, altri sei titoli e due semifinali degli Slam

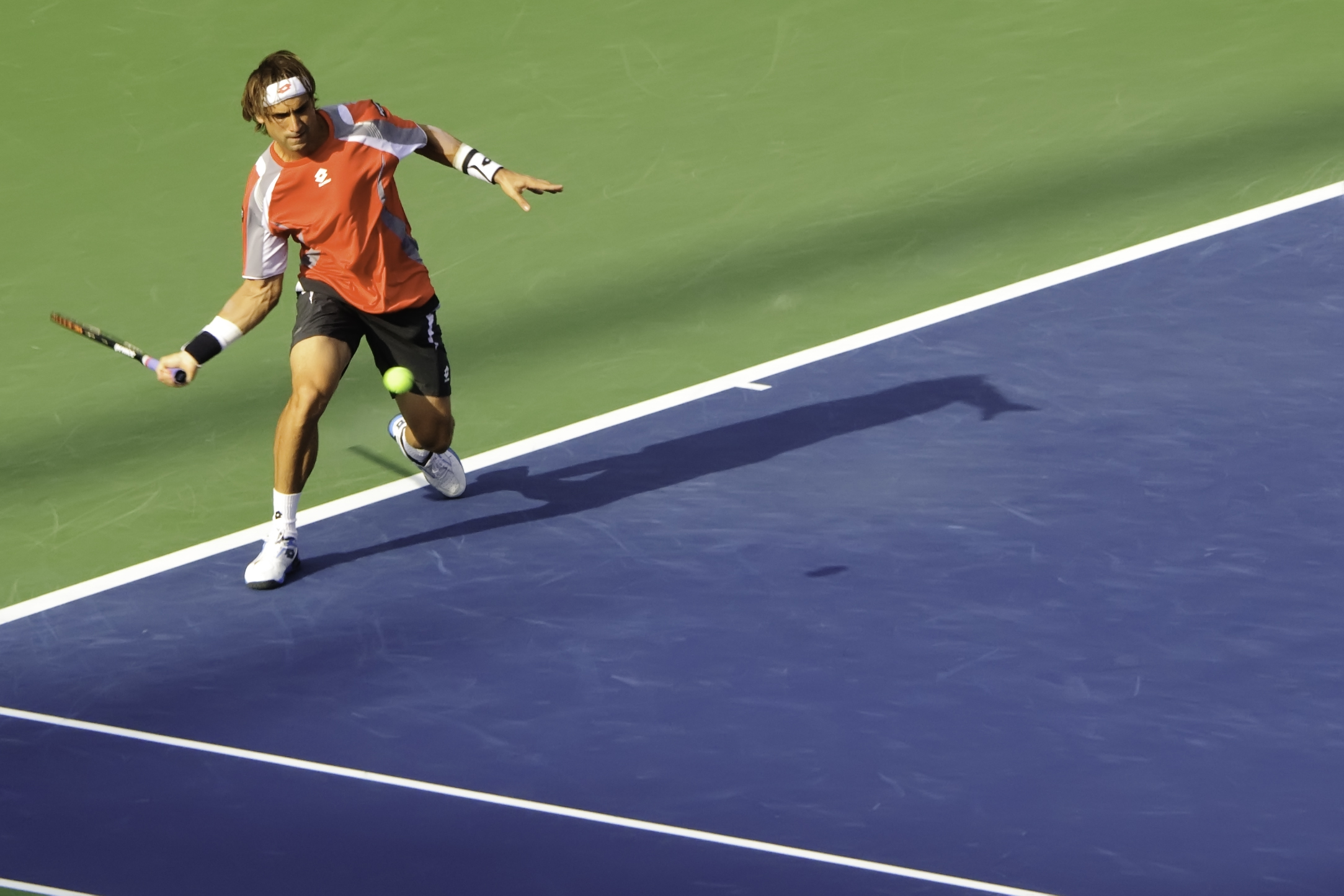
David Ferrer agli US Open 2012

Il primo torneo stagionale è l'Open di Auckland, che vince nuovamente battendo in finale il belga Olivier Rochus per 6-3, 6-4. Agli Australian Open vince al primo turno contro Rui Machado, al secondo con Ryan Sweeting in cinque set dopo più di tre ore di gioco. Sconfigge quindi in tre set Juan Ignacio Chela e Richard Gasquet, ma ai quarti perde contro il numero uno Novak Đoković per 4-6, 6-7, 1-6. Conferma l'ottimo inizio di stagione vincendo i tornei di Buenos Aires contro Almagro e di Acapulco contro Verdasco. A Indian Wells viene eliminato a sorpresa al terzo turno dal nº51 ATP Denis Istomin per 4-6, 3-6. Viene eliminato nei quarti a Miami da Djokovic dopo avere battuto del Potro.
All'inizio di aprile vince entrambi i singolari nella vittoriosa sfida valevole per i quarti di Davis contro l'Austria. All'esordio sulla terra rossa in Europa a Montecarlo perde subito in due set contro Thomaz Bellucci. A Barcellona arriva in finale e viene sconfitto da Nadal 6-7, 5-7. Al Madrid Masters batte Almagro negli ottavi e perde il successivo incontro con Federer per 4-6, 4-6. Nella semifinale degli Internazionali d'Italia non resiste a Nadal, che lo batte 6-7, 0-6.
Stesso risultato al Roland Garros, dove sconfigge nei quarti il nº4 ATP Andy Murray in quattro set e viene eliminato in semifinale da Nadal con il punteggio di 2-6, 2-6, 1-6.
Dopo avere conquistato il torneo ATP 250 sull'erba di 's-Hertogenbosch battendo in finale Philipp Petzschner a Wimbledon vince i primi due incontri contro Dustin Brown e Kenny de Schepper. Nel terzo turno supera Andy Roddick per 2-6, 7-6, 6-4, 6-3 e agli ottavi batte Juan Martín del Potro con il punteggio di 6-3, 6-2, 6-3. Ai quarti perde da Andy Murray in quattro set, tre dei quali finiti al tie-break. Torna così a occupare la quinta posizione nel ranking. Raggiungerà i quarti allo Slam di Londra l'anno dopo, e resteranno i suoi migliori risultati nel torneo. Subito dopo si aggiudica per la seconda volta lo Swedish Open battendo Almagro 6-2, 6-2.
Alle Olimpiadi di Londra 2012 viene eliminato agli ottavi dal nº17 ATP Kei Nishikori in tre set. Nel torneo di doppio gioca con Feliciano López e due coppie francesi gli negano la gioia di una medaglia olimpica: Michaël Llodra e Jo-Wilfried Tsonga vincono una tiratissima semifinale 6-3, 4-6, 18-16, mentre Julien Benneteau e Richard Gasquet si aggiudicano il bronzo con il punteggio di 7-6, 6-2.
Viene eliminato al primo incontro di Cincinnati; agli Us Open arriva in semifinale dopo avere battuto Kevin Anderson, Kei Nishikori, Lleyton Hewitt, Richard Gasquet e Janko Tipsarević, quest'ultimo dopo una battaglia di oltre quattro ore. Come all'Australian Open perde in semifinale contro Novak Đoković con il punteggio di 6-2, 1-6, 4-6, 2-6. Subito dopo vince in quattro set i singolari di Coppa Davis contro John Isner e Sam Querrey che permettono alla Spagna di superare gli Stati Uniti per 3-1 e accedere alla finale. Sconfitto in semifinale al Malaysian Open da Julien Benneteau, è costretto al ritiro durante il primo match a Pechino. Un virus intestinale non gli permette di giocare lo Shanghai Masters e dopo oltre tre settimane di riposo ha inizio una striscia di undici vittorie consecutive che hanno inizio al Valencia Open, dove batte in finale Dolhopolov. Si aggiudica quindi quello che resterà il suo unico Masters 1000 in carriera, il torneo di Parigi-Bercy, dove supera per 6-4, 6-3 in finale la sorpresa del torneo Jerzy Janowicz.
Al primo turno di round robin delle ATP World Tour Finals batte Juan Martín del Potro, al secondo si interrompe contro Federer la serie di vittorie e malgrado batta Janko Tipsarević viene eliminato per la peggiore differenza set. Conclude la stagione scendendo in campo per la finale di Coppa Davis, dove le sue vittorie in entrambi i match di singolare non bastano a rivincere il trofeo che va alla Repubblica Ceca. Con questi risultati ha superato il serbo Novak Đoković in testa alla classifica dei match vinti con 76 successi in stagione, nella quale si è aggiudicato 7 titoli ATP.

### 2013: unica finale di uno Slam e nº 3 del ranking
Ferrer inizia l'anno al torneo di Doha come prima testa di serie e in semifinale perde in due set contro Nikolaj Davydenko. A Auckland batte in successione Lu Yen-hsun, Lukáš Lacko e Gaël Monfils e in finale supera Philipp Kohlschreiber per 7-6, 6-1, aggiudicandosi per il terzo anno consecutivo il torneo. Agli Australian Open supera i primi quattro turni sconfiggendo Olivier Rochus, Tim Smyczek, Marcos Baghdatis e Kei Nishikori. Ai quarti batte Nicolás Almagro per 4-6, 4-6, 7-5, 7-6, 6-2, arrivando per la prima volta in una semifinale del torneo, dove viene sconfitto dal numero 1 del mondo Novak Đoković per 2-6, 2-6, 1-6.
A Buenos Aires vince il suo secondo titolo stagionale battendo in finale Stan Wawrinka per 6-4, 3-6, 6-1. Ad Acapulco perde in finale contro Nadal per 0-6, 2-6. Sconfitto da Kevin Anderson al secondo turno di Indian Wells, a Miami nei primi turni supera Fabio Fognini, Kei Nishikori e Jürgen Melzer. In semifinale sconfigge 4-6, 6-2, 6-3 Tommy Haas, che negli ottavi aveva battuto Novak Đoković. Alla sua quinta finale in un Masters 1000 affronta Andy Murray, vincitore del torneo nel 2009, ed esce sconfitto 6-2, 4-6, 6-7 dopo avere sprecato un match point.
A Barcellona viene subito eliminato dal nº66 ATP Dmitrij Tursunov e al successivo Estoril Open perde in finale da Stan Wawrinka. A Madrid supera Denis Istomin e Tommy Haas, nei quarti perde ancora da Nadal con il risultato di 6-4, 6-7, 0-6 dopo essersi trovato a due punti dal match nel secondo set. Agli Internazionali d'Italia batte Fernando Verdasco 5-7, 7-5, 6-3 e grazie al ritiro di Kohlschreiber approda ai quarti, dove è ancora Nadal a superarlo per 4-6, 6-4, 2-6.

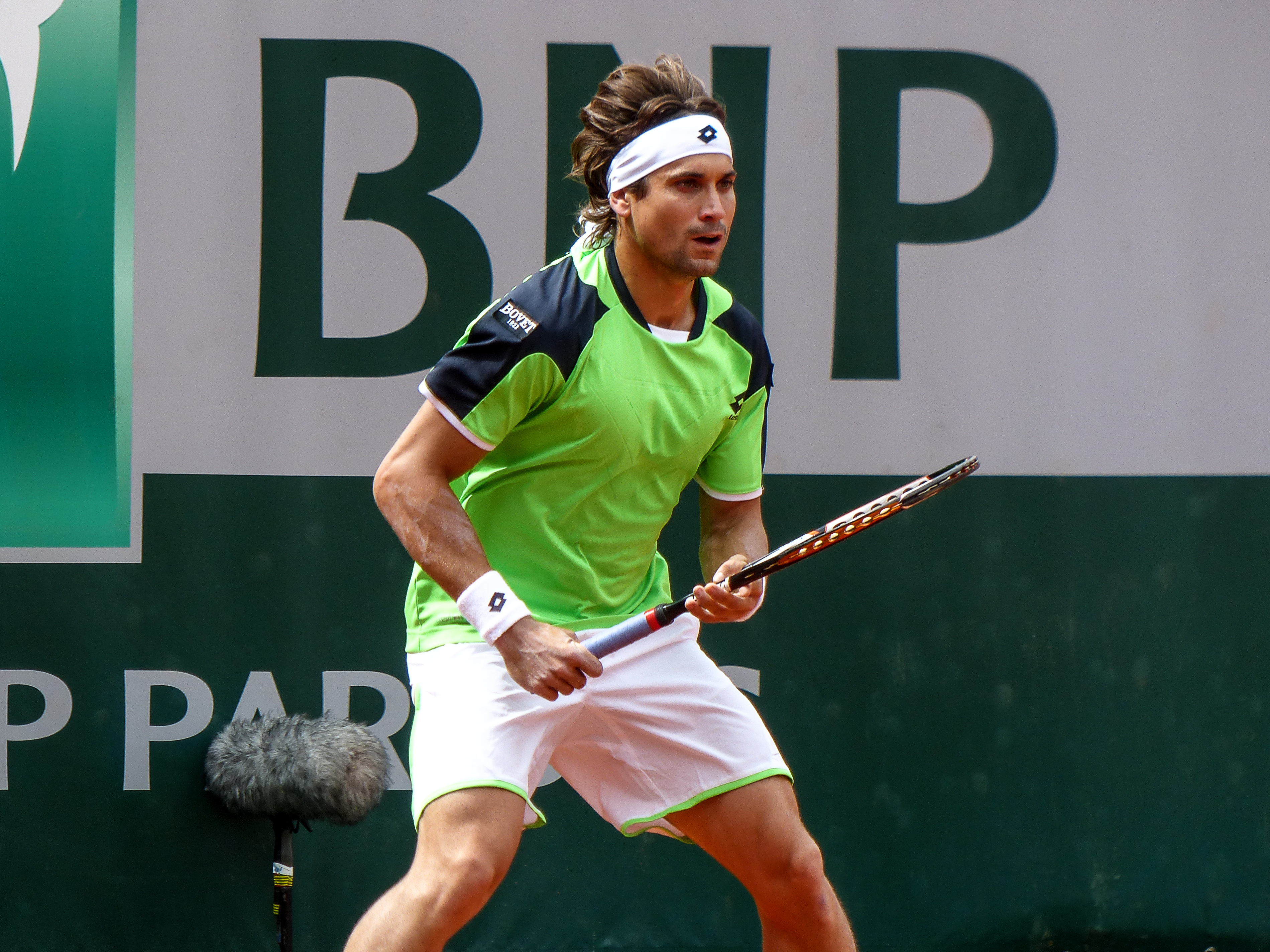
David Ferrer al Roland Garros 2013 contro Albert Montañés

Agli Open di Francia 2013 arriva ai quarti battendo nell'ordine Marinko Matosevic, Albert Montañés, Feliciano López e Kevin Anderson senza perdere un set. Ai quarti supera Tommy Robredo per 6-2, 6-1, 6-1 e in semifinale Jo-Wilfried Tsonga per 6-1, 7-6, 6-3. Alla sua prima finale in uno Slam affronta Nadal, sette volte vincitore del torneo, che lo batte 3-6, 2-6, 3-6.
Comincia la stagione sull'erba a 's-Hertogenbosch, dove è campione uscente, e viene subito eliminato da Xavier Malisse. A Wimbledon batte al primo turno Martín Alund, al secondo Roberto Bautista Agut e al terzo prevale 6-2 nel quinto set contro Dolhopolov. Dopo la vittoria in quattro set negli ottavi su Dodig perde nei quarti contro la testa di serie nº8 del Potro per 2-6, 4-6, 6-7. Alla fine del torneo diventa numero tre del mondo, che resterà il suo best ranking in carriera.

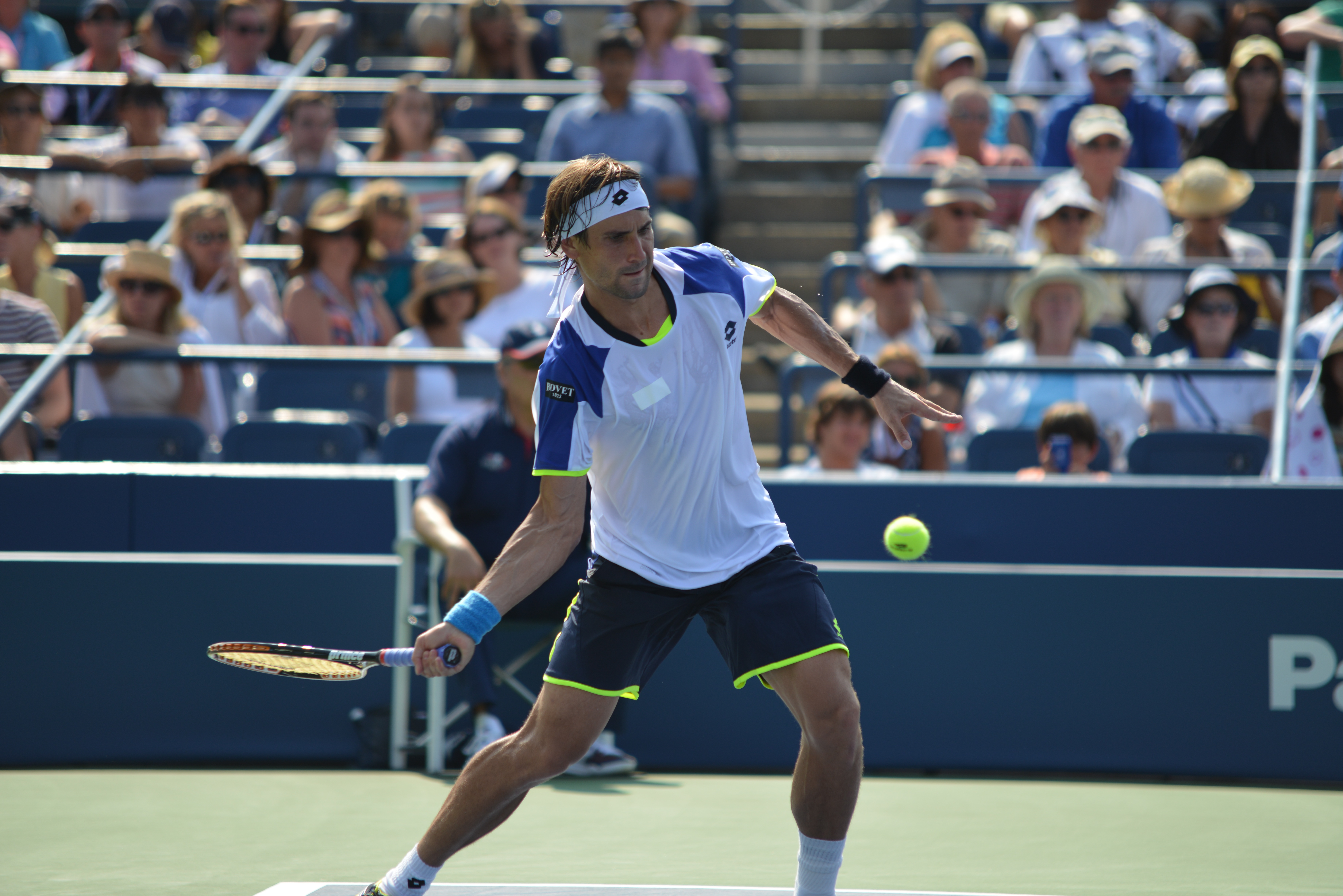
David Ferrer in azione agli Us Open

A Montréal viene sconfitto al primo incontro dal russo Alex Bogomolov Jr. per 2-6, 4-6 e ritorna al quarto posto nella classifica ATP, scavalcato da Nadal. A Cincinnati supera Ryan Harrison con il punteggio di 7-6, 3-6, 6-4 e viene eliminato al turno seguente da Dmitrij Tursunov per 2-6, 4-6. Agli US Open batte al primo turno Nick Kyrgios per 7-5, 6-3, 6-2, mentre nelle partite successive vince sempre in quattro set rispettivamente contro Bautista Agut, Michail Kukuškin e Janko Tipsarević. Nei quarti viene superato 3-6 al quinto set da Richard Gasquet.
A Kuala Lumpur, dopo avere sconfitto Matteo Viola, viene estromesso dal futuro campione João Sousa per 2-6, 6-7. Al China Open viene nuovamente eliminato ai quarti da Richard Gasquet con il punteggio di 3-6, 4-6. A Shanghai batte Lukáš Rosol e perde contro Florian Mayer agli ottavi. Dopo questo risultato torna al terzo posto nel ranking ATP scavalcando Andy Murray. A Stoccolma elimina nell'ordine Jack Sock, Fernando Verdasco e Ernests Gulbis e perde in finale contro Grigor Dimitrov in tre set. A Valencia elimina Gaël Monfils, Julien Benneteau, Jerzy Janowicz e Nicolás Almagro, perdendo solo un set contro Janowicz. In finale viene sconfitto da Michail Južnyj 3-6, 5-7.
A Parigi-Bercy è il campione in carica e vince i primi incontri con Lukáš Rosol e Gilles Simon. Ai quarti supera Tomáš Berdych per 4-6, 7-5, 6-3. In semifinale batte a sorpresa Nadal, numero 1 al mondo, con il punteggio di 6-3, 7-5. In finale Novak Đoković lo sconfigge con un doppio 5-7. Alle ATP World Tour Finals perde il primo incontro di round robin da Nadal per 3-6, 2-6, al secondo Tomáš Berdych si impone in due set e al terzo viene battuto in tre set da Stan Wawrinka. Chiude la stagione al terzo posto del ranking ATP.

### 2014: un titolo ATP
Come negli anni precedenti Ferrer inizia la stagione al Qatar Open, sconfigge al primo turno Aleksandr Dolhopolov e viene eliminato al secondo da Daniel Brands per 4-6, 5-7. All'Heineken Open 2014, dove difende il titolo, viene battuto in semifinale da Lu Yen-hsun per 4-6, 6-7. Agli Australian Open vince i primi tre turni rispettivamente contro Alejandro González, Adrian Mannarino e Jérémy Chardy, perdendo solo un set nel secondo incontro. Agli ottavi batte in quattro set Florian Mayer e nei quarti incontra il ceco Tomáš Berdych, numero 7 del ranking, che lo supera per 1-6, 4-6, 6-2, 4-6. A fine torneo scala al quinto posto del ranking ATP.
A Buenos Aires supera Máximo González, Santiago Giraldo e Albert Ramos Viñolas in due set, vince in semifinale con Nicolás Almagro e in finale con Fabio Fognini 6-4, 6-3 conquistando il primo torneo della stagione. A Rio de Janeiro viene eliminato in semifinale da Aleksandr Dolhopolov in due set, mentre ad Acapulco si ritira durante l'incontro con Kevin Anderson dei quarti per un infortunio muscolare alla gamba sinistra che lo costringe a saltare il torneo di Indian Wells. Rientra a Miami e vince le prime due partite contro Tejmuraz Gabašvili e Andreas Seppi, per poi venire eliminato da Kei Nishikori con il punteggio di 6-7, 6-2, 6-7.
A Montecarlo batte Jérémy Chardy e Grigor Dimitrov e ai quarti supera per 7-6, 6-4 Nadal, che non batteva da 10 anni sulla terra battuta. Perde 1-6, 6-7 la semifinale con il numero 3 del mondo Stan Wawrinka, che si aggiudicherà il torneo. Anche a Madrid, superati Ramos Viñolas, Isner e Gulbis, si ferma in semifinale battuto da Nishikori. A Roma perde nei quarti contro il nº2 ATP Djokovic in tre set e al Roland Garros viene travolto da Nadal dopo avere vinto il primo set. A Wimbledon perde a sorpresa al secondo turno contro il nº118 ATP Andrej Kuznecov. Ritrova una finale a luglio ad Amburgo ma viene battuto da Leonardo Mayer per 7-6, 1-6, 6-7.
Dopo i quarti persi al Canada Masters di Toronto contro Federer è ancora il campione svizzero a batterlo nella finale del torneo di Cincinnati con il punteggio di 3-6, 6-1, 2-6. Ai successivi US Open viene eliminato al terzo turno da Gilles Simon. Nella trasferta in Asia soffre due sconfitte al primo incontro a Shenzhen e a Tokyo, mentre allo Shanghai Masters supera Murray 2-6, 6-1, 6-2 negli ottavi prima di soccombere al nº1 del mondo Djokovic con il punteggio di 2-6, 6-1, 6-2. Raggiunge a Vienna la quarta finale della stagione nella quale viene sconfitto da Andy Murray per 5-7 6-2 7-5. Lo scozzese lo supera anche in semifinale a Valencia, mentre al Masters 1000 di Parigi-Bercy viene eliminato nei quarti da Kei Nishikori. Non si qualifica per le finali ATP di fine anno, ma viene ripescato per l'ultimo incontro di round robin con il ritiro di Raonic. Anche in questo caso viene eliminato da Nishikori.

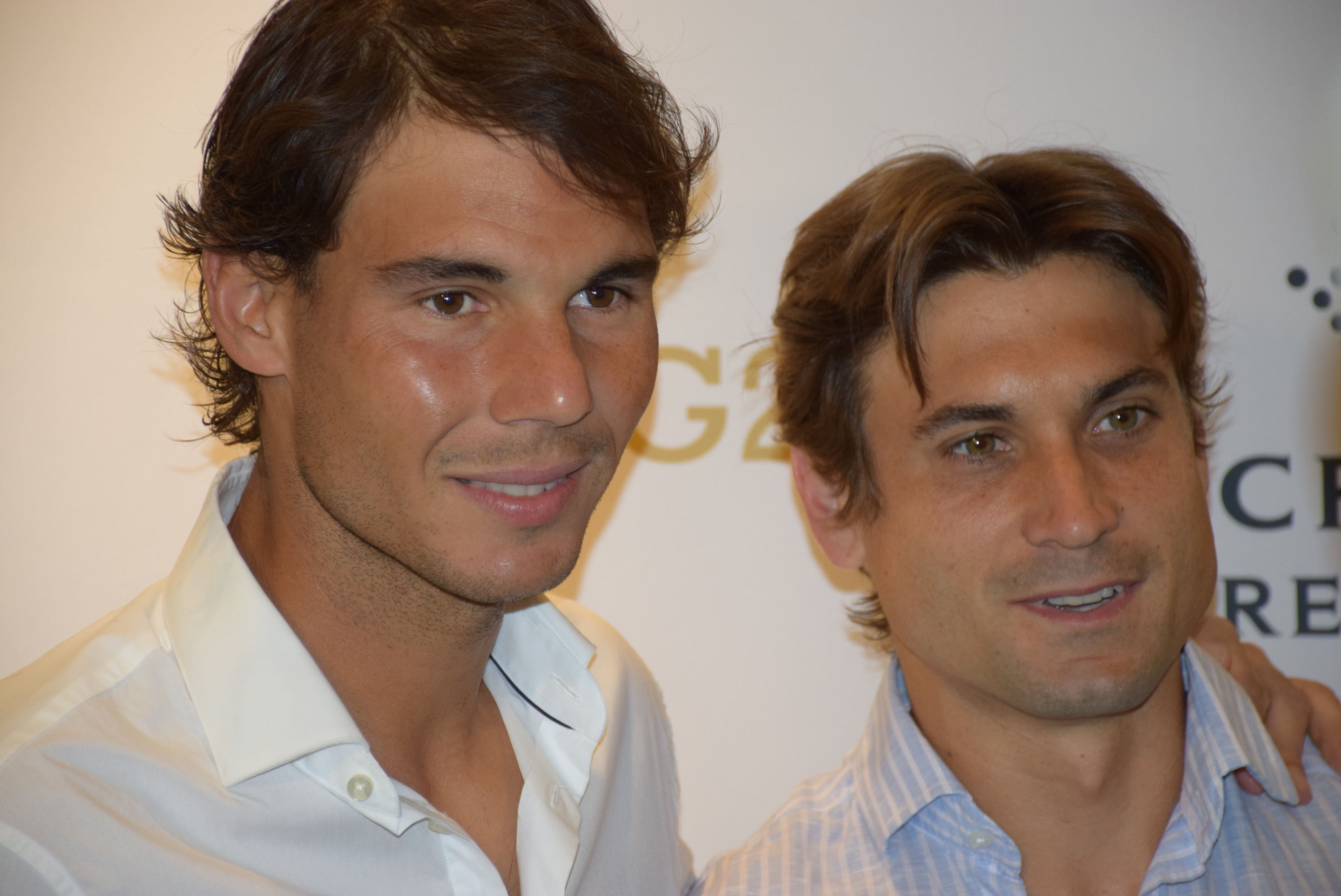
Ferrer con Nadal nel 2015

### 2015: cinque titoli ATP
Inizia positivamente il 2015 vincendo il Qatar Open battendo in finale Tomáš Berdych con il punteggio di 6-4 7-5. Ai successivi Australian Open si ferma agli ottavi di finale, ancora sconfitto da Nishikori con un secco 3-6 3-6 3-6. La settimana successiva vince il secondo titolo stagionale al torneo di Rio de Janeiro battendo 6-2 6-3 in finale Fabio Fognini, che aveva battuto in semifinale Nadal. Torna a vincere contro Nishikori nella finale di Acapulco, battendolo per 6-3 7-5, mettendo fine a una striscia di cinque vittorie del giapponese negli ultimi scontri diretti. Sconfitto in due set da Bernard Tomić al terzo turno a Indian Wells, a Miami arriva nei quarti e perde 5-7, 5-7 contro Djokovic.
Esce ai quarti anche a Montecarlo, battuto in tre set da Nadal. A Barcellona perde in due set la semifinale contro Pablo Andújar. In maggio viene sconfitto 4-6, 2-6 nei quarti di finale del Madrid Masters nella nuova sfida con Nishikori. Subito dopo torna in semifinale agli Internazionali d'Italia, dove viene battuto 4-6, 4-6 da Djokovic. Al Roland Garros supera al quinto set Simone Bolelli al terzo turno e Marin Čilić al quarto, si arrende nei quarti di finale a Andy Murray che lo batte in quattro set. Dopo l'uscita al debutto nel torneo di Nottingham, rinuncia a Wimbledon per un problema al gomito che lo costringe a una pausa di due mesi.
Rientra agli US Open e perde al terzo turno in quattro set contro Jérémy Chardy. Vince il suo 25º titolo al Malaysian Open battendo in finale 7-5, 7-5 Feliciano López. La trasferta in Asia prosegue con la sconfitta da Djokovic in semifinale a Pechino e quella al secondo turno dello Shanghai Masters contro Tomic. Il 25 ottobre vince il 26º titolo ATP in carriera all'Open di Vienna battendo 4-6, 6-4, 7-5 in finale Steve Johnson. Battuto in due set nella semifinale del Masters 1000 di Parigi da Andy Murray, prende parte alle finali ATP e raccoglie tre sconfitte nel round robin contro lo stesso Murray, Wawrinka e Nadal. Chiude la stagione al settimo posto del ranking.

### 2016: uscita dalla top 20

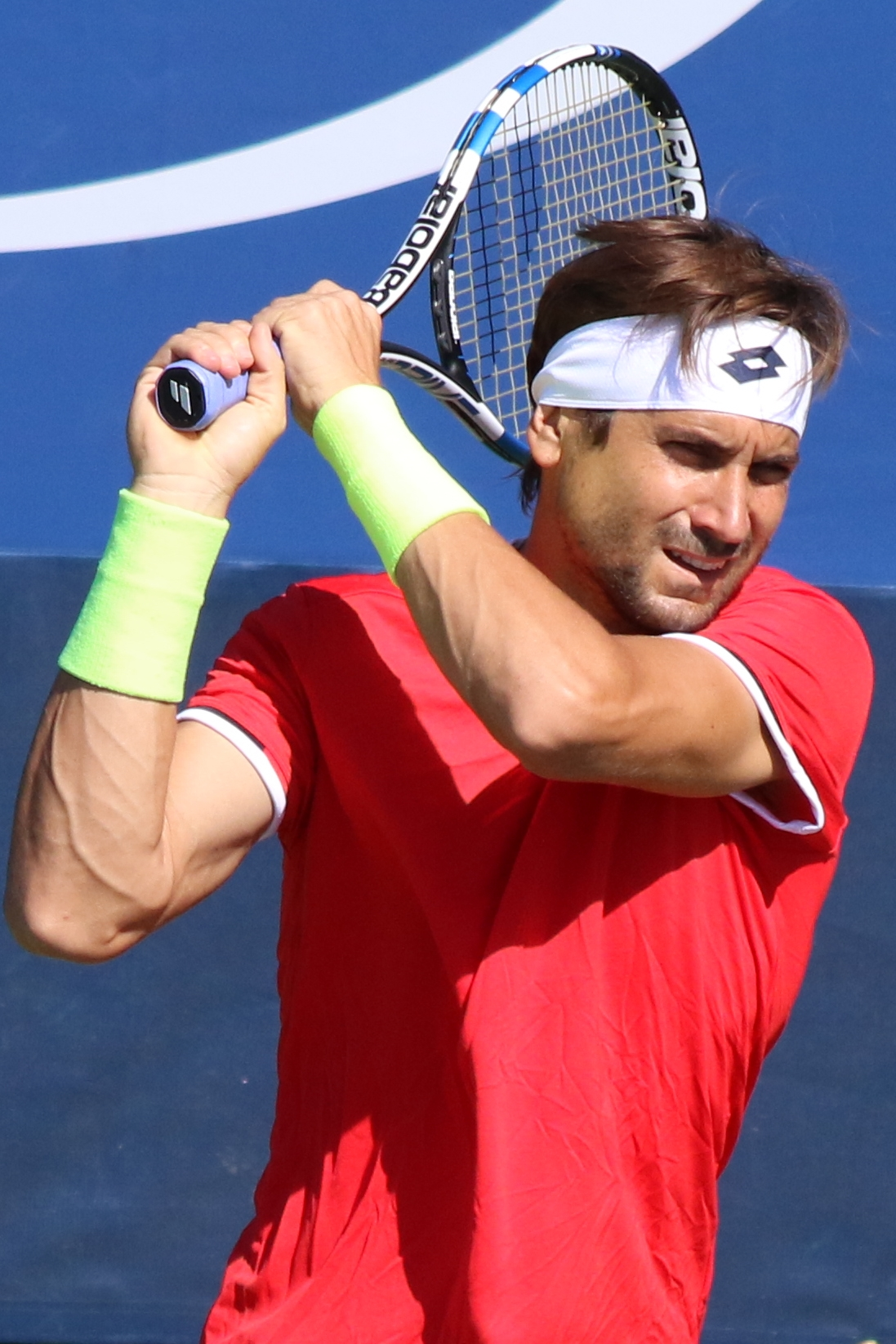
US Open 2016, tipico rovescio a due mani di Ferrer

Si presenta al Qatar Open come campione uscente e viene battuto al primo turno da Illja Marčenko in tre set; perde quindi la semifinale al torneo di Auckland contro Jack Sock. Agli Australian Open sconfigge nell'ordine Peter Gojowczyk, Lleyton Hewitt, Steve Johnson e John Isner. Nei quarti si arrende in quattro set a Andy Murray. All'Argentina Open perde la semifinale contro Almagro, mentre al Rio Open esce ai quarti per mano dell'emergente austriaco Dominic Thiem. Viene poi sconfitto al secondo incontro sia all'Open del Messico contro Aleksandr Dolhopolov che al Miami Open da Lucas Pouille.
Rinvia per un infortunio al polpaccio il debutto stagionale sulla terra rossa in Europa e rientra dopo un mese di pausa al Madrid Open, dove batte Guillermo García López e Denis Kudla prima di uscire al terzo turno per mano di Berdych. Anche agli Internazionali d'Italia perde al terzo turno, questa volta contro Pouille. I punti persi in questa parte della stagione lo fanno uscire dai top 10 della classifica ATP per la prima volta dall'ottobre 2010. Dopo la semifinale persa a Ginevra con Marin Čilić, al Roland Garros vince con Evgenij Donskoj, Juan Mónaco e Feliciano López e viene nuovamente battuto da Berdych. Inizia la breve stagione sull'erba a s-Hertogenbosch perdendo nei quarti da Gilles Müller e al primo turno del torneo di Halle contro Andreas Seppi. Anche a Wimbledon non va oltre il secondo turno, superato da Nicolas Mahut. Subito dopo perde a Bastad la semifinale contro Albert Ramos Viñolas.
Ad agosto prende parte alla sua terza Olimpiade ai Giochi di Rio de Janeiro, dove batte Denis Istomin al primo turno e viene sconfitto da Donskoy al secondo. Esce al primo turno del Cincinnati Masters per mano di Julien Benneteau e al terzo degli US Open battuto da Juan Martín del Potro. In ottobre perde in due set contro Murray la semifinale a Pechino e al successivo Masters 1000 di Shanghai viene eliminato al primo turno da Feliciano López. L'unico risultato di rilievo a fine stagione è la semifinale raggiunta all'ATP 500 di Vienna, che non disputa per un problema alla gamba sinistra. In novembre esce dopo sette anni dai top 20; per la prima volta dal 2009 non vince alcun torneo in stagione, che chiude al 21º posto.

### 2017: 27º e ultimo titolo ATP
L'inizio del 2017 lo vede superare il secondo turno solo all'Australian Open, dove batte due qualificati nei primi turni e viene superato al terzo da Roberto Bautista Agut. Un problema al tendine di Achille gli fa saltare i Masters 1000 di Indian Wells e Monte-Carlo. In maggio perde la semifinale all'Estoril contro Pablo Carreño Busta e fino a luglio non riesce a vincere due incontri consecutivi. Ci riesce in luglio a Wimbledon, dove perde al terzo turno contro Berdych. La crisi di risultati lo spinge dopo lo Slam londinese al 46º posto della classifica ATP. Dopo quasi due anni dall'ultimo titolo, quello stesso mese Ferrer vince il suo 27º titolo ATP al torneo di Bastad battendo in finale l'ucraino Dolhopolov per 6-4 6-4.
Conferma la ritrovata forma in agosto al Cincinnati Masters superando nell'ordine Steve Johnson, Tipsarević, la testa di serie nº11 Carreño Busta e la nº3 Dominic Thiem con un secco 6-3, 6-3. Si arrende in semifinale a Nick Kyrgios 6-7, 6-7. Allo US Open 2017, dove si presenta come nº25 ATP, viene sconfitto al primo turno da Michail Kukuškin 6-4, 3-6, 2-6, 1-6, uscendo al primo turno in uno Slam per la prima volta dal 2005. Un problema al piede lo fa rinunciare alla trasferta in Asia e rientra nel circuito in ottobre per l'ATP 250 di Anversa, dove viene battuto ai quarti in due set da Diego Schwartzman. Chiude in flessione la stagione uscendo al primo turno sia all'ATP 500 di Vienna, battuto da Kyle Edmund, che al Masters 1000 di Parigi-Bercy, dove perde in due set contro Adrian Mannarino. Nel ranking ATP di fine anno è 37º.

### 2018: ultima semifinale in Coppa Davis e in un torneo ATP
Il debutto stagionale è a Auckland, dove perde contro del Potro in semifinale, l'ultima nel circuito ATP della sua carriera. Subisce poi tre sconfitte al primo turno agli Australian Open, da Andrej Rublëv, a Montpellier da Karen Chačanov e a Rotterdam da Alexander Zverev. Ad Acapulco batte al primo turno Rublev, ma si arrende al secondo a del Potro. Nei Masters 1000 di inizio stagione esce al terzo turno sia a Indian Wells, sconfitto ancora da del Potro, che a Miami, dove strappa un set al nº5 del mondo Alexander Zverev. Pochi giorni dopo perde ancora da Zverev nella sfida dei quarti di Coppa Davis contro la Germania, che si tiene nella sua Valencia, ma regala il punto del 3-2 alla Spagna sconfiggendo in cinque set Philipp Kohlschreiber. Dopo questo risultato resta fuori oltre un mese per la nascita del figlio Leo. Al rientro perde all'esordio agli Internazionali d'Italia da Jack Sock, al Geneva Open da Peter Gojowczyk e al Roland Garros, dove viene battuto in cinque set dal qualificato Jaume Munar.
La crisi di risultati continua sull'erba con la sconfitta al secondo turno a Eastbourne e al primo turno a Wimbledon, come non succedeva dal 2005. Torna poi in campo a Båstad, dove difendeva il titolo, ma con la sconfitta al secondo turno si ritrova alla 62ª posizione del ranking. Anche ad Amburgo non riesce a superare il primo turno. A luglio annuncia il suo ritiro nella stagione seguente in uno dei tornei spagnoli su terra battuta.. Sul cemento americano arrivano altre tre uscite al primo turno a Cincinnati, Toronto e agli US Open, dove si ritira per infortunio durante il match con Nadal. Sarà la sua ultima partita e il suo primo ritiro nei tornei del Grande Slam.. Queste sconfitte lo fanno precipitare alla 148ª posizione del ranking, chiude la stagione alla 125ª dopo aver vinto il Monterrey Challenger battendo in finale Ivo Karlović con il punteggio di 6-3, 6-4.

### 2019: il ritiro
Inizia la stagione alla Hopman Cup 2019 in coppia con Garbiñe Muguruza, perdendo 0-3 con la Germania e 1-2 con l'Australia e battendo 2-1 la Francia. Ferrer sconfigge Lucas Pouille e Matthew Ebden ma viene battuto da Alexander Zverev. Riceve poi una wildcard per l'ASB Classic di Auckland, batte al primo turno Robin Haase 6-2, 6-1 e si ritira al secondo contro Pablo Carreño Busta. Torna in campo con una wildcard anche a Buenos Aires dove batte in due set il nº42 ATP Malek Jaziri e viene sconfitto in tre set da Albert Ramos Viñolas. All'Abierto Mexicano batte 7-6, 7-6 Tennys Sandgren, per poi cedere a Zverev. Torna in campo sul cemento di Miami e al primo turno batte 6-3, 6-2 Sam Querrey; al secondo turno ferma la striscia di quattro sconfitte consecutive contro Alexander Zverev battendolo 2-6, 7-5, 6-3. Gioca quindi la sua ultima partita ATP sul cemento, perdendo contro Frances Tiafoe 7-5, 3-6, 3-6.
La sua ultima stagione sulla terra battuta inizia a Barcellona, dove gioca grazie a una wildcard; supera per 6-3, 6-1 al primo turno Miša Zverev e al secondo Lucas Pouille, testa di serie numero quindici. Al terzo turno affronta Nadal, che lo batte con un doppio 6-3. Termina la carriera a Madrid, dove al primo turno supera il nº21 ATP Roberto Bautista Agut per 6-4, 4-6, 6-4. L'8 maggio 2019 gioca la sua ultima partita in carriera perdendo 4-6, 1-6 contro Alexander Zverev.

## Dopo il ritiro
A inizio estate del 2020 comincia un periodo di prova come coach di Alexander Zverev a Monte Carlo, dove ha la residenza il tennista tedesco. L'esito è favorevole ed entra a far parte del team di Zverev con un accordo che prevede la collaborazione fino a fine stagione. Nonostante gli ottimi risultati ottenuti in questo periodo, con le finali agli US Open e al Masters di Parigi-Bercy e i titoli conquistati nei due tornei ATP 250 consecutivi disputati a Colonia, a inizio gennaio 2021 Ferrer annuncia la propria decisione di non prolungare il rapporto.
Altre attività intraprese nel dopo carriera sono quelle di comproprietario di una tennis Academy presso la Nucia Ciudad del Deporte di La Nucia, commentatore televisivo di eventi tennistici per le reti Movistar e direttore del Barcelona Open. Nel giugno 2022 viene nominato direttore della fase finale di Coppa Davis 2022, prendendo il posto di Albert Costa che era stato direttore a partire dall'edizione 2019.
A dicembre 2022 viene nominato capitano non giocatore della squadra spagnola di Coppa Davis.

## Statistiche

### Risultati in progressione
Statistiche aggiornate al Definitivo
| Sigla | Risultato               |
| ----- | ----------------------- |
| V     | Vincitore               |
| F     | Finalista               |
| SF    | Semifinalista           |
| O     | Oro olimpico            |
| A     | Argento olimpico        |
| SF    | Bronzo olimpico         |
| QF    | Quarti di Finale        |
| 4T    | Quarto turno            |
| 3T    | Terzo turno             |
| 2T    | Secondo turno           |
| 1T    | Primo turno             |
| RR    | Round Robin             |
| LQ    | Turno di qualificazione |
| A     | Assente                 |
| ND    | Non disputato           |

| Legenda superfici    |
| -------------------- |
| Cemento              |
| Terra battuta        |
| Erba                 |
| Superficie variabile |

| Tornei Grande Slam    |     |               |               |               |     |               |               |               |      |               |               |               |      |               |               |               |      |               |               |               |        |
| Australian Open       | A   | A             | A             | 1T            | 2T  | 1T            | 4T            | 4T            | QF   | 3T            | 2T            | SF            | QF   | SF            | QF            | 4T            | QF   | 3T            | 1T            | A             | 41–16  |
| Open di Francia       | A   | A             | LQ            | 2T            | 2T  | QF            | 3T            | 3T            | QF   | 3T            | 3T            | 4T            | SF   | F             | QF            | QF            | 4T   | 2T            | 1T            | A             | 44-16  |
| Wimbledon             | A   | A             | A             | 2T            | 2T  | 1T            | 4T            | 2T            | 3T   | 3T            | 4T            | 4T            | QF   | QF            | 2T            | A             | 2T   | 3T            | 1T            | A             | 28–15  |
| US Open               | A   | A             | A             | 1T            | 1T  | 3T            | 3T            | SF            | 3T   | 2T            | 4T            | 4T            | SF   | QF            | 3T            | 3T            | 3T   | 1T            | 1T            | A             | 32–16  |
| Vittorie-Sconfitte    | 0–0 | 0–0           | 0–0           | 2–4           | 3–4 | 6–4           | 10–4          | 11–4          | 12–4 | 7–4           | 9–4           | 14-4          | 18-4 | 19-4          | 10-4          | 9-3           | 10-4 | 5-4           | 0-4           | 0-0           | 145–63 |
| World Tour Finals     |     |               |               |               |     |               |               |               |      |               |               |               |      |               |               |               |      |               |               |               |        |
| ATP World Tour Finals | A   | A             | A             | A             | A   | A             | A             | F             | A    | A             | RR            | SF            | RR   | RR            | RR            | RR            | A    | A             | A             | A             | 8–14   |
| Coppa Davis           |     |               |               |               |     |               |               |               |      |               |               |               |      |               |               |               |      |               |               |               |        |
| Coppa Davis           | A   | A             | A             | A             | A   | A             | PO            | QF            | V    | V             | QF            | V             | F    | A             | A             | ZE            | PO   | A             | SF            | A             | 28–5   |
| Giochi Olimpici       |     |               |               |               |     |               |               |               |      |               |               |               |      |               |               |               |      |               |               |               |        |
| Giochi Olimpici       | A   | Non disputati | Non disputati | Non disputati | A   | Non disputati | Non disputati | Non disputati | 1T   | Non disputati | Non disputati | Non disputati | 3T   | Non disputati | Non disputati | Non disputati | 2T   | Non disputati | Non disputati | Non disputati | 3–3    |